# Pepe Martí
Pepe Martí, született Josep Maria Martí Sobrepera (Barcelona, 2005. június 13. –) spanyol autóversenyző, az FIA Formula–2 bajnokságban Campos Racing versenyzője.

## Pályafutása
2021-ben  két Formula–4-es bajnokságban versenyzett: az Egyesült Arab Emírségekben megrendezett bajnokságban és a spanyol bajnokságban. Előbbiben hetedik, utóbbiban harmadik helyezést ért el a bajnokságban.
2022-ben a Formula–3 mezőnyéhez csatlakozott, mint a Campos Racing versenyzője. Ugyanebben az évben Fernando Alonso mentoráltja lett.
2023-ban a Formula–3-ban három futamot is megnyert, beleértve a hazai, barcelonai versenyét, a bajnokságban pedig végül ötödik helyezést ért el. 2023 augusztusában csatlakozott a Red Bull Junior Teamhez.
2024-ben már a Formula–2-ben versenyzik, a Campos Racing színeiben.

## Eredményei

### Karrier összefoglaló
| Év   | Bajnokság                                | Csapat              | Verseny | Győzelem | Pole | Leggyorsabb kör | Dobogó | Pont | Helyezés |
| ---- | ---------------------------------------- | ------------------- | ------- | -------- | ---- | --------------- | ------ | ---- | -------- |
| 2021 | Arab Formula–4-bajnokság                 | Xcel Motorsport     | 19      | 1        | 1    | 0               | 4      | 135  | 7.       |
| 2021 | Spanyol Formula–4-bajnokság              | Campos Racing       | 21      | 2        | 3    | 4               | 9      | 196  | 3.       |
| 2022 | Formula Regionális Ázsia-bajnokság       | Pinnacle Motorsport | 15      | 0        | 0    | 2               | 5      | 158  | 2.       |
| 2022 | Formula–3                                | Campos Racing       | 18      | 0        | 0    | 0               | 0      | 2    | 26.      |
| 2023 | Formula Regionális Közel-Kelet-bajnokság | Pinnacle VAR        | 12      | 2        | 0    | 0               | 2      | 79   | 7.       |
| 2023 | Formula–3                                | Campos Racing       | 18      | 3        | 2    | 2               | 4      | 105  | 5-       |
| 2023 | Makaói nagydíj                           | Campos Racing       | 1       | 0        | 0    | 0               | 0      | –    | 5.       |
| 2024 | Formula–2                                | Campos Racing       | 28      | 1        | 0    | 2               | 4      | 62   | 14.      |
| 2025 | Formula–2                                | Campos Racing       | 11      | 3        | 0    | 0               | 4      | 49*  | 7.*      |

* A szezon jelenleg is zajlik.
‡ Mivel Martí vendégpilóta volt, ezért nem részesült bajnoki pontokban.

### Teljes FIA Formula–3-as eredménysorozata
(Táblázat értelmezése)

(Félkövér: pole-pozícióból indult; dőlt: leggyorsabb kört futott) 

| Év   | Csapat        | 1           | 2          | 3          | 4          | 5          | 6          | 7          | 8          | 9          | 10         | 11         | 12         | 13         | 14         | 15         | 16         | 17         | 18         | Helyezés | Pont |
| ---- | ------------- | ----------- | ---------- | ---------- | ---------- | ---------- | ---------- | ---------- | ---------- | ---------- | ---------- | ---------- | ---------- | ---------- | ---------- | ---------- | ---------- | ---------- | ---------- | -------- | ---- |
| 2022 | Campos Racing | BHR SPR 28† | BHR FEA 13 | IMO SPR Ki | IMO FEA 15 | ESP SPR 13 | ESP FEA 20 | GBR SPR 20 | GBR FEA 23 | AUT SPR 13 | AUT FEA Ki | HUN SPR 14 | HUN FEA 29 | BEL SPR Ki | BEL FEA 22 | NED SPR 19 | NED FEA 14 | ITA SPR 9  | ITA FEA 26 | 26.      | 2    |
| 2023 | Campos Racing | BHR SPR 1   | BHR FEA 6  | AUS SPR 13 | AUS FEA 7  | MON SPR 1  | MON FEA 9  | ESP SPR 8  | ESP FEA 1  | AUT SPR 6  | AUT FEA 9  | GBR SPR 10 | GBR FEA 3  | HUN SPR 20 | HUN FEA 6  | BEL SPR Ki | BEL FEA 9  | ITA SPR Ki | ITA FEA Ki | 5.       | 105  |

† A versenyt nem fejezte be, de helyezését értékelték, mert a versenytáv több, mint 90%-át teljesítette.

### Teljes Formula–2-es eredménysorozata
(Táblázat értelmezése)

(Félkövér: pole-pozícióból indult; dőlt: leggyorsabb kört futott) 

| Év   | Csapat        | 1         | 2         | 3         | 4          | 5          | 6          | 7          | 8          | 9          | 10         | 11         | 12        | 13        | 14         | 15         | 16         | 17         | 18         | 19         | 20         | 21        | 22         | 23         | 24         | 25         | 26         | 27        | 28        | Helyezés | Pont |
| ---- | ------------- | --------- | --------- | --------- | ---------- | ---------- | ---------- | ---------- | ---------- | ---------- | ---------- | ---------- | --------- | --------- | ---------- | ---------- | ---------- | ---------- | ---------- | ---------- | ---------- | --------- | ---------- | ---------- | ---------- | ---------- | ---------- | --------- | --------- | -------- | ---- |
| 2024 | Campos Racing | BHR SPR 3 | BHR FEA 2 | KSA SPR 7 | KSA FEA Ki | AUS SPR Ki | AUS FEA 13 | IMO SPR 16 | IMO FEA Ki | MON SPR Ki | MON FEA 14 | ESP SPR 11 | ESP FEA 9 | AUT SPR 2 | AUT FEA 15 | GBR SPR Ki | GBR FEA 10 | HUN SPR 17 | HUN FEA 12 | ESP SPR Ki | ESP FEA Ki | ITA SPR 4 | ITA FEA 12 | AZE SPR 19 | AZE FEA Ki | QAT SPR Ki | QAT FEA 16 | UAE SPR 1 | UAE FEA 6 | 14.      | 62   |
| 2025 | Campos Racing | AUS SPR 8 | AUS FEA T | BHR SPR 1 | BHR FEA 4  | KSA SPR 2  | KSA FEA 5  | IMO SPR 16 | IMO FEA 14 | MON SPR Ki | MON FEA Ki | ESP SPR 14 | ESP FEA 6 | AUT SPR 1 | AUT FEA 6  | GBR SPR 10 | GBR FEA 9  | BEL SPR 5  | BEL FEA 4  | HUN SPR 1  | HUN FEA 10 | ITA SPR   | ITA FEA    | AZE SPR    | AZE FEA    | QAT SPR    | QAT FEA    | UAE SPR   | UAE FEA   | 6.*      | 97*  |

* A szezon jelenleg is zajlik.
† A versenyt nem fejezte be, de helyezését értékelték, mert a versenytáv több, mint 90%-át teljesítette.